# Ogcodes triangularis
Ogcodes triangularis este o specie de muște din genul Ogcodes, familia Acroceridae, descrisă de Curtis W. Sabrosky în anul 1945. Conform Catalogue of Life specia Ogcodes triangularis nu are subspecii cunoscute.